# Lewis Trondheim

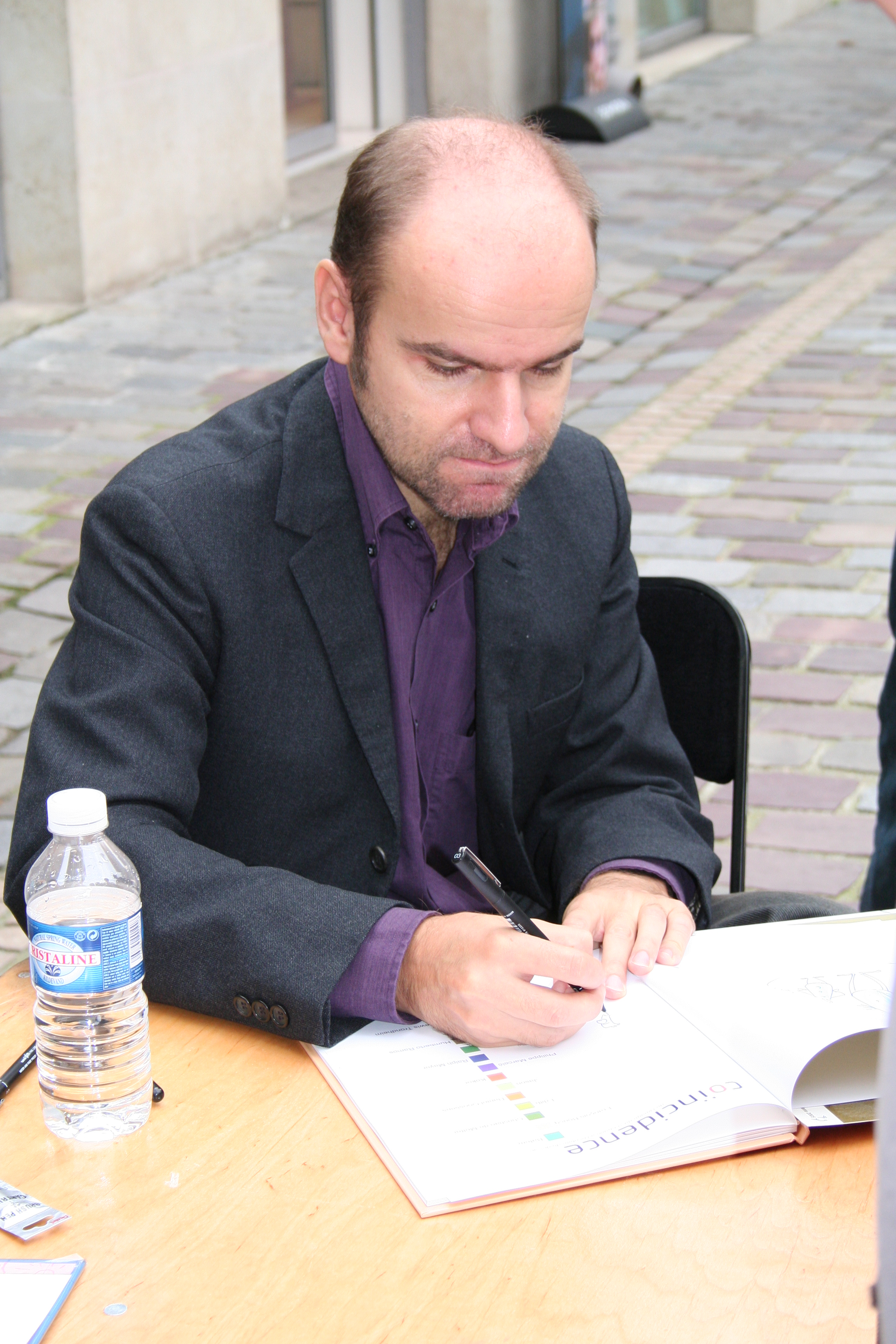
Lewis Trondheim signant exemplars.

Lewis Trondheim   (Fontainebleau, 11 de desembre de 1964) pseudònim de Laurent Chabosy, és un dibuixant de còmics francès, i un dels fundadors (el 1990) de l'editorial independent L'Association. Tant el seu còmic mut La Mouche com Kaput i Zösky s'han convertit en dibuixos animats. Va explicar la seva elecció del pseudònim després de la ciutat noruega de Trondheim de la següent manera: "Com a cognom volia utilitzar el nom d'una ciutat, però Lewis Bordeaux o Lewis Toulouse no sonaven tan bé. Llavors vaig pensar en aquesta ciutat, Trondheim. Potser algun dia publicaré un llibre amb el meu nom real, per mantenir l'anonimat".

## Biografia
Nascut a Fontainebleau de pares llibreters, després d'un CAP (certificat d'aptitude professionnelle) en disseny industrial i una reclassificació a la terminal A4 i un any a l'exèrcit a Alemanya, va ingressar a una escola de gràfics publicitaris. Va conèixer Jean-Christophe Menu en un simposi a Cerisy-la-Salle l'any 1987, fet que li va permetre entendre que era possible fer còmics sense conèixer el dibuix acadèmic.
El 1993, es va casar amb Brigitte Findakly, colorista de còmics i guionista.
Entre les seves obres destaquen Les formidables aventures de Lapinot i Donjon, així com historietes infantils i certs volums autobiogràfics. És el creador de Le Fauve, el gat fer que fa de mascota del Festival del Còmic d'Angulema des del 2007.